# Anydrophila kasyi
Anydrophila kasyi là một loài bướm đêm trong họ Noctuidae.